# Binago
Binago är en ort och kommun i provinsen Como i regionen Lombardiet i Italien. Kommunen hade 4 831 invånare (2018).